# Pohjoinen Reppänäjärvi
Pohjoinen Reppänäjärvi och Eteläinen Reppänäjärvi eller Reppänäjärvet är sjöar i Finland. De ligger i kommunen Enare i landskapet Lappland, i den norra delen av landet, 1 000 km norr om huvudstaden Helsingfors. Reppänäjärvet ligger 206 meter över havet. De ligger vid sjön Harrijärvi. Arean är 21,4 hektar och strandlinjen är 4,1 kilometer lång. Sjön  ingår i Pasvik älvs huvudavrinningsområde. 